# SA 23

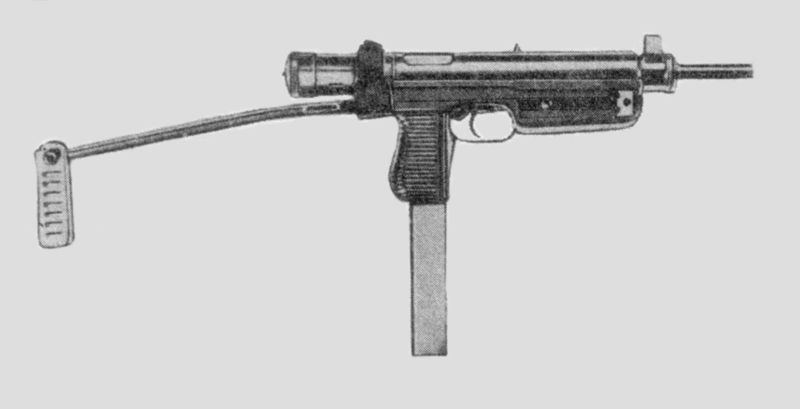
Le Sa 25 : version à crosse repliable (ici déployée) du Sa 23.

Le SA 23 (pour Samopal 23, soit en français pistolet mitrailleur 23) est un pistolet mitrailleur tchécoslovaque. Il est mondialement connu pour avoir inspiré l'Uzi. En son temps, le Samopal 23 fut un novateur : il était compact mais possédait un canon relativement long grâce à une culasse télescopique. Il permettait ainsi le tir à une seule main. Le Sa vz 23 (ou 24, 25, 26) n’existe pas. Les dénominations réelles furent Sa 23, 25, 24, 26. Le nombre 23 (ou 24, 25, 26) n’indique pas l’année d’adoption, rendant l’emploi de vzor ou vz. (modèle) inutile.

## Histoire
Le SA 23 a été développé en 1948-1949 par la firme Ceska Zbrojovka Strakonice (prototypes H/p, CZ 447, CZ 148). Son principal concepteur fut J. Holecek, avec la participation importante de J. Cermak, F. Myska, J. Kratochvil et V. Zibara. 

## Les SA 23 et 25
Le modèle final était dérivé du prototype CZ 447 fortement remanié. Le 10 août 1948, il fut adopté par l’armée tchécoslovaque sous le nom de « 9 mm Samopal vz. 48a » (avec une crosse fixe en bois) et « 9 mm Samopal vz. 48b » (avec une crosse métallique repliable. Sa production en série débuta en 1949. Au printemps 1950, ces armes furent renommées : le Sa vz. 48a devint Sa 23 ; le Sa vz. 48b se transformant en Sa 25.
| Modèle | Munition              | Cadence de tir théorique | Longueur                               | Canon | Masse à vide | Masse du PM chargé | Chargeur         |
| ------ | --------------------- | ------------------------ | -------------------------------------- | ----- | ------------ | ------------------ | ---------------- |
| SA 23  | 9mm Parabellum        | 650 coups par minute     | 69 cm                                  | 28 cm | 3,1 kg       | 3,63 à 3,8 kg      | 24/40 cartouches |
| SA 25  | 9mm Parabellum (rare) | 650 coups par minute     | 45 à 69 cm (crosse repliée ou dépliée) | 28 cm | 3,35 kg      | 3,9 à 4,1 kg       | 24/40 cartouches |

## Les SA 24 et 26
En 1950, en raison de l’uniformisation des munitions avec celles de l’Armée rouge, la production des Sa 23/25 en calibre 9 mm Parabellum cessa. L’arme fut rechambrée pour la 7,62 mm Tokarev . Le 11 juin 1951, les armes ainsi modifiées étaient adoptées par l’armée tchécoslovaque comme Sa 24 (crosse fixe) et Sa 26 (crosse repliable). Après quoi, les stocks préexistants de SA 23 et 25 furent rétrocédés à la Milice (équivalent à la gendarmerie) ou vendus à de nombreux pays étrangers. Les Sa 24/26 ne restèrent pas en service très longtemps, car Prague adopta en 1958 un nouveau fusil d’assaut : le Sa Vz 58.
| Modèle | Munition        | Cadence de tir théorique | Longueur                          | Canon | Masse à vide | Masse du PM chargé | Chargeur      |
| ------ | --------------- | ------------------------ | --------------------------------- | ----- | ------------ | ------------------ | ------------- |
| SA 24  | 7,62 mm Tokarev | 700 coups par minute     | 69 cm                             | 28 cm | 3,3 kg       | 3,9 kg             | 32 cartouches |
| SA 26  | 7,62 mm Tokarev | 700 coups par minute     | 45/69 cm (crosse repliée/dépliée) | 28 cm | 3,5 kg       | 4,1 kg             | 32 cartouches |

## Production
Le nombre total de 23/24/25/26 produits est estimé à environ 136 000 armes. La fabrication des 23/25 dure entre 1949 et 1952 (100 000 armes) ; celle des 24/26 ayant lieu entre 1952 et 1960 environ.

## Des copies en Afrique australe: les Sanna 77 et Kommando LDP
Le PM VZ 25 a été copié, en version carabine semi-automatique, sous la forme du Sanna 77 produit dans les années 1970 en République sud-africaine.
A la même époque, une firme sise en Rhodésie du Sud a produit une synthèse de l'Uzi et du VZ 25 sous la forme du Kommando LDP.

## Campagnes militaires
Des Sa 23/25 ont été utilisées au combat dans les pays suivants : Afrique du Sud (SA 23/24/25/26 de prise et Sanna 77 de fabrication locale), Cambodge, BiafraCap-Vert, Chili, Cuba, Grenade, Guinée, Guinée-Bissau, Liban, Libye, Mozambique, Nigeria, Nicaragua, Pérou, Rhodésie du sud, Somalie, Syrie, Tanzanie,Tchad, Tchécoslovaquie et Zimbabwe. Ainsi, ils connurent notamment la guerre du Viêtnam, les guerres coloniales portugaises, la guerre de la Brousse , l'Invasion de la Baie des Cochons, la guerre du Biafra, le Printemps de Prague, l'Invasion de la Grenade, la guerre du Liban, le Conflit nord-irlandais (VZ 23/25 livrés par la Libye à l'IRA) ou plus récemment la guerre civile syrienne.